# 나담

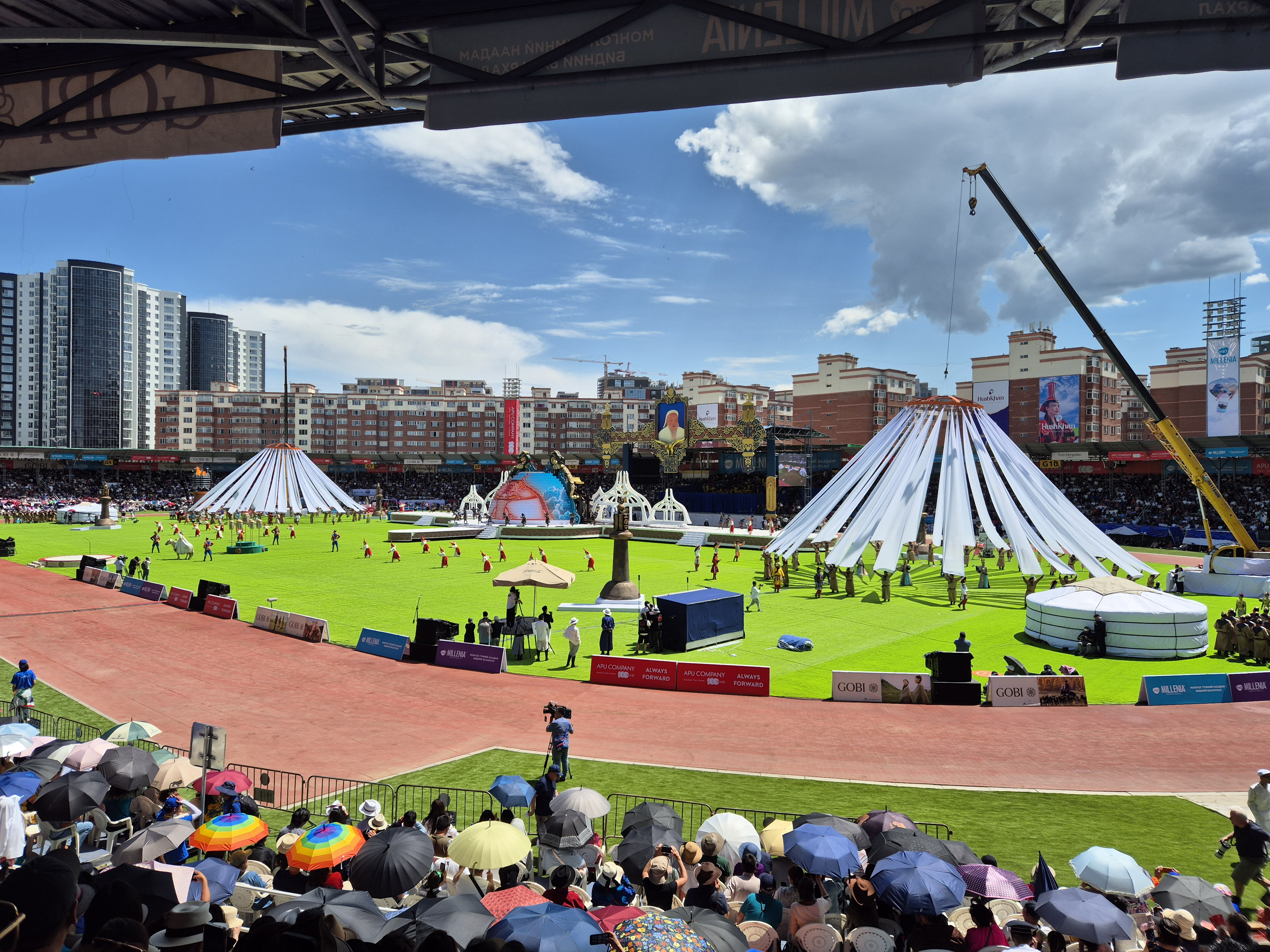
나담

나담(Naadam)은 몽골에서 일 년에 몇 번 열리는 국민 행사이다. 씨름, 경마, 양궁 세 경기가 열린다. 나담은 몽골 각지에서 행해지지만, 가장 큰 행사는 국가 주최의 나담으로, 매년 7월 11일 혁명 기념일을 기념하여, 7월 11일부터 13일까지 3일간 수도인 울란바토르 중앙 스타디움에서 개최된다. 그러나, 경마는 전용 경마장에서 개최된다. 몽골 민족으로서의 일체감을 공유하는 의미도 있다.

## 같이 보기
- 차강사르
- 쿠릴타이
- 사반투이
- 무형문화유산 목록